# Кузрека (Онезька затока)
Кузрека́ (Куз-река; карел. Kuz Joga (Ялинкова річка), рос. Куз-река) — річка в Карелії, протікає територією Бєломорського району.
Річка бере початок з озера Верхнє Кузозеро, протікає через озеро Нижнє Кузозеро та ще декілька дрібних озерець. Напрямок річки північний, з невеликими відхиленнями на північний захід та північний схід. Річка має багато порогів, які починаються ще у верхній течії, після витоку з озер. У середній течії, коли річка протікає між болотами Кузреозерським та Клиновим Мохом, пороги зникають, але після витоку з боліт ширина річки збільшується до 20 м і тут починаються вже більші пороги: Тиски, Гневашиха, Клиновий, Вертячі, Митюшкин, Горшок та інші. Впадає річка до губи Куз Онезької затоки Білого моря. Правий берег пригирлової ділянки зайнятий болотом Гайженським Мохом. Має декілька приток, найбільші з яких ліві Кузручей та Чорна (Муста).
Над річкою не розташовано населених пунктів, лише в гирлі розташований присілок Сухе. В нижній ділянці течії річку перетинають автомобільна дорога та залізниця.